# Clinopleura melanopleura
Clinopleura melanopleura är en insektsart som först beskrevs av Scudder, S.H. 1876.  Clinopleura melanopleura ingår i släktet Clinopleura och familjen vårtbitare. Inga underarter finns listade i Catalogue of Life.